# Milium (médecine)
Pour les articles homonymes, voir Milium.

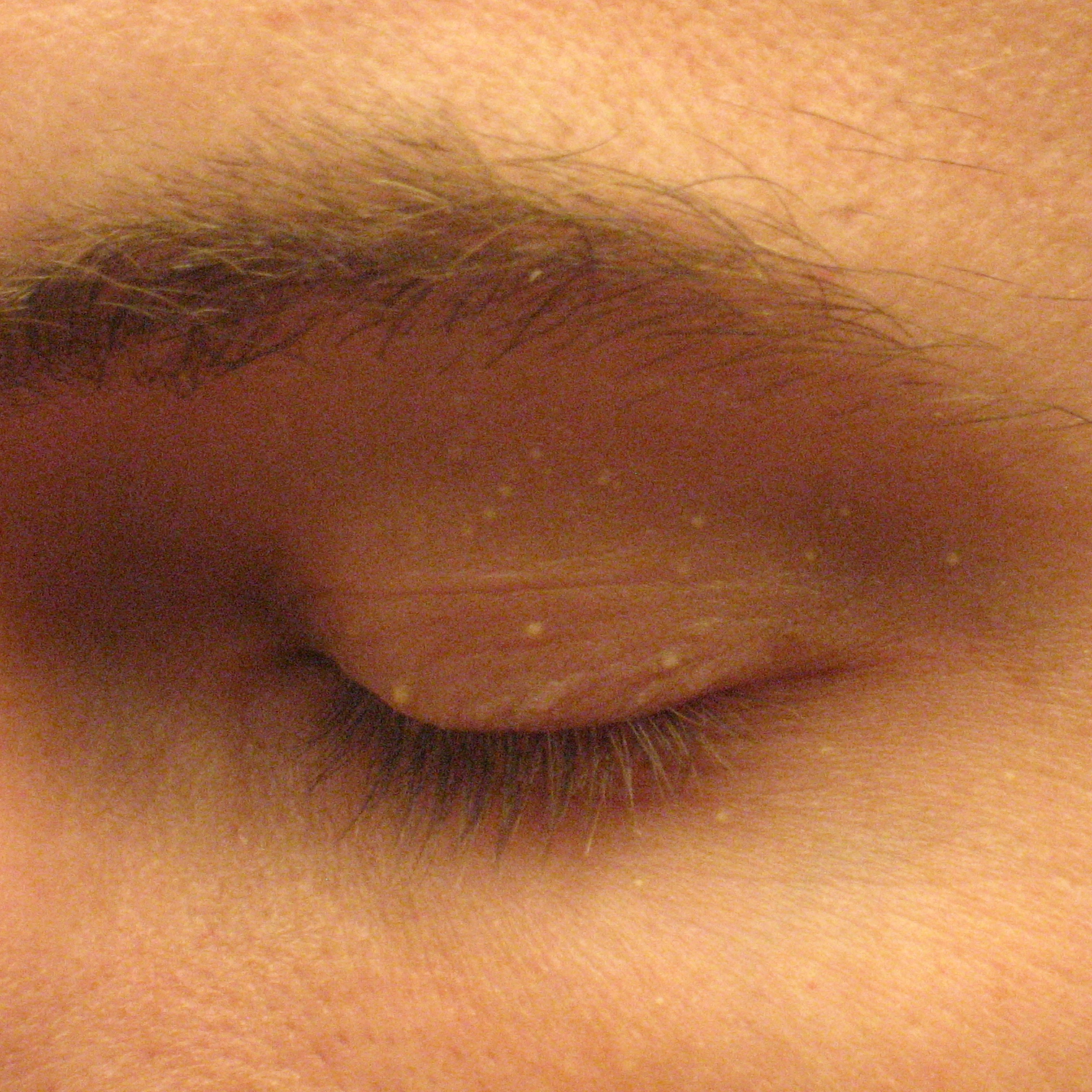
Grains de milium sur une paupière d'adulte.

En médecine, le milium (au pluriel - et souvent en anglais : les milia), (mot latin), ou grutum ou acné miliaire désigne une forme d'éruption cutanée se présentant sous la forme de petits grains blanc jaunâtre, de la taille d'une tête d'épingle, siégeant le plus souvent sur le visage et notamment sur le pourtour du nez. 
Ils sont fréquents chez le nouveau-né et les enfants, mais se rencontrent aussi parfois à l'adolescence ou à l'âge adulte ou chez des personnes âgées.
Ces grains de milium correspondent à des petits amas de cellules sébacées suite à l'obstruction des canaux. 

## Évolution
Sans gravité, ils disparaissent spontanément chez les enfants au bout de quelques semaines ou mois. 